# Henry Slocum Jr.
Henry Warner Slocum, Jr. (28. maj 1862 – 22. januar 1949) var en amerikansk tennisspiller, der var aktiv i slutningen af 1800-tallet. Han var søn af den amerikanske politiker og unionsgeneral Henry W. Slocum.
Slocum vandt herresingletitlen ved US National Championships 1888 i Newport ved at besejre Howard Taylor i all comers-finalen, eftersom den forsvarende mester, Richard Sears, ikke forsvarede sin titel. Året efter forsvarede han med held sin titel i udfordringsrunden med en sejr over Quincy Shaw Jr.
Slocum blev valgt ind i International Tennis Hall of Fame i 1955. Han var formand for United States National Lawn Tennis Association i 1892 og 1893.
I 1890 udgav han en bog med titlen Lawn Tennis In Our Own Country.